# Natriumkølet ventil
En natriumkølet ventil er en ventil, hvor selve ventilstammen er hul. Hulrummet er delvist fyldt med en natriumforbindelse, der smelter under ventilens opvarmning. Natriumforbindelsen slynges frem og tilbage i hulrummet under kørsel og transporterer på den måde varme fra ventilhovedet op til ventilstyret. Natriumkølede ventiler anvendes hovedsageligt som udstødningsventiler til højtydende eller hårdt belastede motorer.
| Motor | Spire Denne artikel om motorer og motordele er en spire som bør udbygges. Du er velkommen til at hjælpe Wikipedia ved at udvide den. |